# Wolfgang Engelmann (Schiedsrichter)
Wolfgang Engelmann (* 5. Juli 1949 in Hamburg) ist ein ehemaliger deutscher Fußballschiedsrichter und Bürgermeister von Mölln.

## Leben
Engelmann spielte als Jugendlicher Fußball beim VfL 93 Hamburg. 1962 wurde er Schiedsrichter. Sein einziger Anreiz für diesen Schritt sei damals gewesen, mit dem Schiedsrichter-Ausweis freien Eintritt zu Fußballspielen zu erhalten, wurde Engelmann im November 1985 vom Hamburger Abendblatt wiedergegeben. Im Alter von 17 Jahren leitete er sein erstes Ligaspiel. Engelmann schaffte später den Sprung ins Schiedsrichter-Aufgebot des Deutschen Fußball-Bundes, wurde als Schiedsrichter in der 2. Fußball-Bundesliga, im DFB-Pokal sowie als Linienrichter auch in der Fußball-Bundesliga sowie in Europapokalwettbewerben eingesetzt.
Beruflich wurde er als Verwaltungsbeamter tätig. Er übernahm die Leitung der Behinderteneinrichtung Heinrich-Eisenbarth-Heim in Reinbek bei Hamburg. Später war Engelmann Ortsamtsleiter in Hamburg-Fuhlsbüttel. Im April 1998 wurde er Bürgermeister der Stadt Mölln und war die erste Person, die in Direktwahl in dieses Amt gewählt wurde. 2004 erfolgte die Wiederwahl. Engelmann schied 2010 als Bürgermeister aus. In seine Amtszeit fiel unter anderem die Errichtung des Neubaugebiets Mölln Nord, der Bau des Gymnasiums Mölln, die Zusammenlegungen der Krankenhäuser in Mölln und Ratzeburg, der Stadtwerke Mölln, Ratzeburg und Bad Oldesloe sowie die Einrichtung der Verwaltungsgemeinschaft zwischen der Stadt Mölln und dem Amt Breitenfelde.
Im Anschluss an seine Arbeit als Möllner Bürgermeister wurde Engelmann 2009 Vorstandsvorsitzender der neugegründeten Gemeinschaftsstiftung Mölln sowie 2011 Vizepräsident der Stiftung Herzogtum Lauenburg. Ab 2009 war Engelmann gemeinsam in Nachfolge des erkrankten Turnierleiters Horst Peterson zusammen mit Peter Sander für die Durchführung des Hallenfußballturniers Schweinske-Cup verantwortlich und gehörte auch 2012 zur Veranstaltungsleitung, als das Turnier von Ausschreitungen überschattet wurde und in der Folge nicht mehr stattfand.